# Katip Sinan Qelebi-moskee
De Katip Sinan Qelebi-moskee is een moskee in Prizren, een stad in het zuiden van Kosovo.
Katip betekent ‘secretaris’ in het Turks. Het kan vernoemd zijn naar Katip Çelebi, maar het kan ook vernoemd zijn naar de Plaošnik-moskee in Ohrid, die vernoemd is naar Sinaneddin Yusuf Çelebi, een afkorting van Sinan Çelebi, uit de familie Ohrizâde.
Het werd vermoedelijk gebouwd in 1591. Het werd in 1893-1894 gerepareerd op basis van een inscriptie.